# Кызылсаянский сельский округ
Кызылсая́нский се́льский окру́г (каз. Қызылсая ауылдық округі) — административная единица в составе Зерендинского района Акмолинской области Республики Казахстан. Административный центр — село Кызылсая.

## География
Сельский округ расположен на северо-востоке района, граничит:
- на востоке со сельским округом имени Сакена Сейфуллина,
- на юге с Симферопольским сельским округом,
- на юго-западе с Сарыозекским сельским округом,
- на западе с Айыртауским районом Северо-Казахстанской области,
- на севере с Тайыншинским районом Северо-Казахстанской области.

## История
В 1989 году существовал как Кызылсаянский сельсовет (сёла Кзылсая, Биктесин, Кзылагаш) входивший тогда в состав Кокчетавского района.
В 1997 году после упразднение Кокчетавского, в составе Зерендинского района. 

## Население
| Численность населения | Численность населения | Численность населения |
| 1989                  | 1999                  | 2009                  |
| --------------------- | --------------------- | --------------------- |
| 1742                  | ↘1243                 | ↘833                  |

## Состав
В состав сельского округа входят 3 населённых пунктов.
| № | Населённый пункт | Тип населённого пункта       | Население, 1989 | Население, 1999 | Население, 2009 |
| - | ---------------- | ---------------------------- | --------------- | --------------- | --------------- |
| 1 | Биктесин         | село                         | 181             | 121             | 82              |
| 2 | Кызылагаш        | село                         | 184             | 167             | 101             |
| 3 | Кызылсая         | село, административный центр | 1 377           | 955             | 650             |